# Trzy koncerty fortepianowe na bazie sonat Johanna Christiana Bacha (KV 107)
3 Koncerty fortepianowe na bazie sonat J.Ch. Bacha KV 107 – W.A. Mozart stworzył je w 1776 roku w Salzburgu. Ponieważ nie zostały uwzględnione podczas pracy nad Katalogiem Köchla, nie zyskały osobnych numerów. Często nie są uznawane za pełne koncerty fortepianowe kompozytora.

## CzęściKoncertów
I Koncert C-dur KV 107 nr 1
1. Allegro
2. Andante
3. Tempo di Menuetto

II Koncert F-dur KV 107 nr 2
1. Allegro
2. Allegretto (z 4 wariacjami)

III Koncert Es-dur KV 107 nr 3
1. Allegro
2. Rondo: Allegretto